# تربلارس
التربلارس (الاسم العلمي: Triplaris) هو جنس من النباتات يتبع الفصيلة البطباطية من رتبة القرنفليات.

## أنواع التربلارس
- تربلارس أمريكي (الاسم العلمي:Triplaris americana)
- تربلارس بيروفي (الاسم العلمي:Triplaris peruviana)
- تربلارس طويل الأوراق (الاسم العلمي:Triplaris longifolia)
- تربلارس كاراكاسي (الاسم العلمي:Triplaris caracasana)
- تربلارس كهرماني (الاسم العلمي:Triplaris fulva)
- تربلارس مغطى (الاسم العلمي:Triplaris vestita)
- تربلارس منقط (الاسم العلمي:Triplaris punctata)
- تربلارس هلبي (الاسم العلمي:Triplaris setosa)
- تربلارس أجرد (الاسم العلمي:Triplaris glabra)
- تربلارس أخضر الأزهار (الاسم العلمي:Triplaris viridiflora)
- تربلارس باراغواني (الاسم العلمي:Triplaris paraguayensis)
- تربلارس جميل (الاسم العلمي:Triplaris speciosa)
- تربلارس ريدلياني (الاسم العلمي:Triplaris riedeliana)
- تربلارس شومبوركي (الاسم العلمي:Triplaris schomburgkii)
- تربلارس عديم البتلات (الاسم العلمي:Triplaris apetala)
- تربلارس غلازيوفي (الاسم العلمي:Triplaris glaziovii)
- تربلارس فلوريدي (الاسم العلمي:Triplaris floridana)
- تربلارس فنزويلي (الاسم العلمي:Triplaris venezoelensis)
- تربلارس كاريبي (الاسم العلمي:Triplaris caribensis)
- تربلارس لبدي (الاسم العلمي:Triplaris tomentosa)
- تربلارس لين (الاسم العلمي:Triplaris mollis)
- تربلارس مختصر (الاسم العلمي:Triplaris abbreviata)
- تربلارس نذير (الاسم العلمي:Triplaris prognostica)
- (الاسم العلمي:Triplaris cumingiana)
- (الاسم العلمي:Triplaris dugandii)
- (الاسم العلمي:Triplaris efistulifera)
- (الاسم العلمي:Triplaris gardneriana)
- (الاسم العلمي:Triplaris melaenodendron)
- (الاسم العلمي:Triplaris moyobambensis)
- (الاسم العلمي:Triplaris physocalyx)
- (الاسم العلمي:Triplaris poeppigiana)
- (الاسم العلمي:Triplaris purdiae)
- (الاسم العلمي:Triplaris purdiei)
- (الاسم العلمي:Triplaris weigeltiana)
- (الاسم العلمي:Triplaris baturitensis)
- (الاسم العلمي:Triplaris matogrossensis)
- (الاسم العلمي:Triplaris pachau)